# Сукет (княжество)

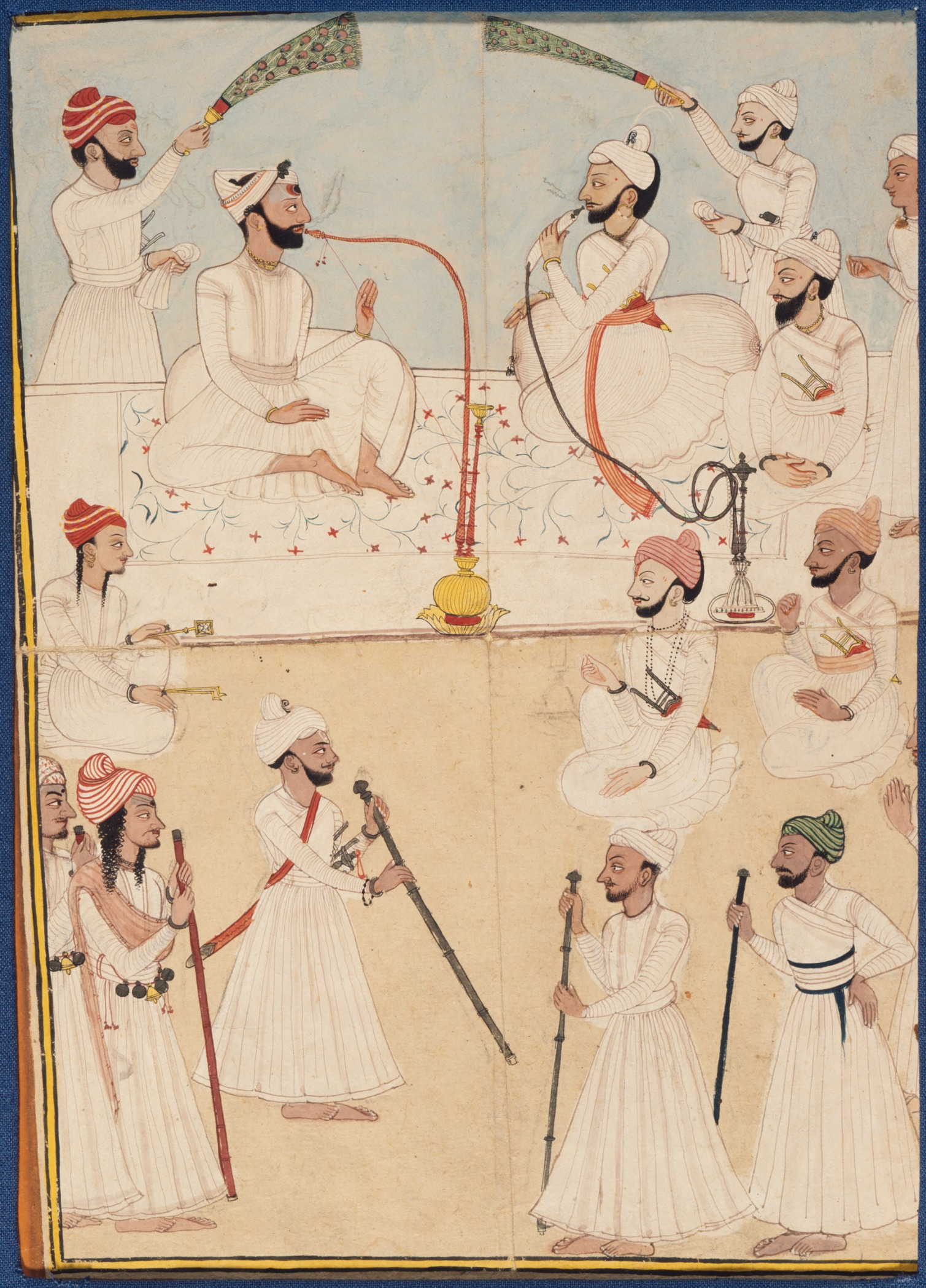
Раджа Ранджит из Сукета и Раджа Шамшер Сен из Манди на Дарбаре, около 1772 года.

Княжество Сукет (хинди सुकेत रियासत) — туземное княжество Индии в период британского владычества. Столицей государства была Пангна. Его последний правитель подписал присоединение к Индийскому союзу 15 апреля 1948 года. Раньше он принадлежал Агентству Пенджабских княжеств, а в настоящее время является частью индийского штата Химачал-Прадеш. Современный округ Манди образовался в результате слияния двух княжеских государств Манди и Сукет.

## История
Согласно преданию, государство было основано около 765 года Бирой Сеном (Вир Сен), претендовавшим на то, чтобы быть сыном короля Бенгалии из династии Сена. Ранняя история Сукета была омрачена постоянными войнами с другими княжествами, особенно с королевством Куллу. В правление раджи Бикрама Сена Куллу находился под властью государства Сукет и было вынуждено платить дань Сукету. Правление Раджи Мадан Сена было золотым веком Сукета, когда его правитель подчинил себе соседние малые государства. Во время правления Раджи Удая Сена Сукет попал под влияние Империи Великих Моголов, которые довольствовались лишь взиманием дани.
Во времена правления Раджи Бикрама Сена II Сукет княжество пережило вторжение гуркхов из Непала (с 1803 по 1815 год) и последовавший за этим краткий период господства сикхов благодаря дипломатическим навыкам раджи. В 1845 году, когда разразилась война между сикхами и англичанами, раджи Сукета и Манди встали на сторону англичан, подписав союзный договор в Биласпуре в 1846 году. В том же году Раджа Угар Сен II получил санад, подтверждающий его и его наследников во владении землями княжества Сукет.

## Правители
Правители Сукета носили титул Раджа. Клановое название королевской линии было «Сукети» или «Сукетр».

### Раджи
- 1663—1721: Джит Сен (? — 1721)
- 1721—1748: Гарур Сен (1693—1748)
- 1748—1762: Бхикам Сен (? — 1762) (афганские вторжения)
- 1762—1791: Ранджит Сен (? — 1791)
- 1791—1838: Бикрам Сен II (? — 1838)
- 1838—1876: Угар Сен II (? — 1876)
- 1876 — апрель 1878: Рудра Сен (1828—1886)
- 1878—1879: Аримардан Сен (1863—1879)
- 29 марта 1879 — 27 мая 1908: Дашт Никандан Сен (1865—1908)
  - 29 марта 1879—1884: Мунши Хардьял Сингх, регент
- 27 мая 1908 — 12 октября 1919: Бхим Сен (1885—1919), с 1 января 1918 года — сэр Бхим Сен
- 13 октября 1919 — 15 августа 1947: Лакшман Сен (1895—1970)[2].